# Cestrum dasyanthum
Cestrum dasyanthum ist eine Pflanzenart aus der Gattung der Hammersträucher (Cestrum). Sie kommt endemisch in Guatemala vor.

## Beschreibung
Cestrum dasyanthum ist ein 1,5 bis 6 m hoher Strauch, dessen Zweige mit bräunlichen Trichomen fein behaart sind. Die Laubblätter sind eiförmig bis elliptisch, die Basis ist stumpf, nach vorn hin sind sie spitz. Die Blattspreite ist 5 bis 13,5 cm lang und 2 bis 4,5 cm breit. Sowohl Oberseite als auch Unterseite sind fein behaart, entlang der Aderung der Unterseite ist die Behaarung dichter. In den Achseln stehende Laubblätter fallen früh ab, sind fast kreisförmig und 4,5 bis 6 mm lang und 4 bis 5 mm breit und nahezu aufsitzend, die Spitze ist stumpf.
Die Blütenstände stehen sowohl in den Achseln als auch endständig, sie können rispen- oder traubenförmig sein und aus wenigen bis vielen Blüten bestehen. Die Rhachis ist fein mit bräunlichen Trichomen behaart, teilweise auch nur spärlich. Die Tragblätter sind linealisch und nicht beständig. Die Blüten stehen an einem 0,5 bis 1 mm langen Blütenstiel, der ebenfalls fein behaart ist. Der 5 bis 6 mm lange, fein behaarte Kelch ist mit 0,5 mm langen, gerundeten und stachelspitzigen Kelchzipfeln besetzt. Die Kelchröhre ist beidseitig auf einem Drittel oder bis zur Hälfte gespalten. Die Krone ist gelb gefärbt, die Kronröhre ist 11,5 bis 15 mm lang und an der Außenseite fein behaart, nach oben ist sie mehr und mehr erweitert. Die Kronlappen sind 4 bis 4,5 mm lang, eiförmig und von außen fein oder feinfilzig behaart. Die leicht geschwollenen Staubfäden sind 3,5 bis 4 mm lang, knieförmig umgebogen und an der Basis fein behaart. Die Staubbeutel sind etwa 1 mm lang, Anhänge sind nicht vorhanden. Der Griffel hat eine Länge von 10,5 bis 13 mm.
Die Früchte sind etwa 12 mm lang und enthalten etwa 13 Samen von 3,5 bis 4 mm Länge.

## Verbreitung
Die Art kommt in feuchten Wäldern in Höhenlagen zwischen 2300 und 3000 m vor. Sie ist ein Endemit im guatemalesischen Bundesstaat Huehuetenango. 